# Heterusia conna
Heterusia conna är en fjärilsart som beskrevs av Druce 1893. Heterusia conna ingår i släktet Heterusia och familjen mätare. Inga underarter finns listade i Catalogue of Life.